# Морори
Морори (Marori, Moaraeri, Moraori, Morari, Morori) — трансновогвинейский язык, образующий самостоятельную ветвь трансновогвинейской семьи, предложенную Малькольмом Россом (2005), на котором говорят на территории южного побережья границы в 20 км к востоку от города Мерауке, к востоку от Маринд и западу от города Канум провинции Папуа в Индонезии.